# Université chrétienne Dimitrie-Cantemir
Pour les articles homonymes, voir Dimitrie Cantemir.
 (octobre 2014).
Le contenu est difficilement compréhensible vu les erreurs de traduction, qui sont peut-être dues à l'utilisation d'un logiciel de traduction automatique.
L'université chrétienne Dimitrie-Cantemir est une université  de Bucarest, en Roumanie, fondée en 2002.
Le journal roumain Gândul a rapporté que cette université a commencé 34 programmes de master sans l'accréditation demandée par la loi,,. Selon le recteur de l’université Mme Corina Dumitrescu, la loi a une faute, parce qu'elle emploie le présent continu, qui est une bizarrerie pour la langue roumaine,. Elle dit que dans son opinion l’évaluation institutionnelle peut se passer après que les programmes ont été enseignés. Les mots roumains sont « universitate acreditată supusă periodic evaluării instituționale », et Dumitrescu dit que « care se supun » veut dire qu'une institution accréditée peut être évaluée « aujourd'hui, demain et le lendemain » (peut-être, le temps d’évaluation n'importe pas), donc elle n'a pas besoin d’être évaluée dans le passé,. Pour l’année des études 2010-2011, 16 programmes de master de ses neuf facultés sont mentionnés comme accréditées dans l'ordre no. 4630/2010 du ministère de l'Éducation.
Au jour du 10 février 2011 doivent être déjà arrêtées toutes les spécialisations et programmes des études qui ne sont ni accréditées, ni autorisées temporairement, selon Art. 361 alin. 4 de la Loi de l’Éducation nationale. Continuer ces programmes produit la liquidation de l’université et la responsabilisation pénale pour les coupables.
Selon le journal Gândul, la situation de ceux qui sont diplômés des études sans accréditation et sans autorisation sera décidé en septembre, selon le projet d'ARACIS et par consulter le Conseil national du recteurs. Le ministre de l’Éducation, Daniel Funeriu a reconnu qu'il s'agissait de plusieurs universités et que son ministère n'a pas le droit d'annuler des diplômes.
En 2011, l’université chrétienne Dimitrie-Cantemir a été officiellement évaluée comme « université basée sur l’éducation ».